# Federazione calcistica di Malta
La Federazione calcistica maltese (in maltese Assoċjazzjoni tal-Futbol ta' Malta) è l'organo che governa il calcio a Malta. Gestisce le diverse categorie che compongono il campionato di calcio maltese, la Nazionale maggiore e le Nazionali giovanili che prendono parte alle varie competizioni organizzate da FIFA e UEFA.
La federazione, una delle più antiche di tutta Europa, venne fondata nel 1900; entrò a far parte della FIFA nel 1959 e della UEFA in 1960. Ha sede a Ta' Qali e i suoi colori ufficiali sono il bianco ed il rosso.
La MFA usufruisce del Ta'Qali Stadium o, come è anche soprannominato, National Stadium, situato nell'altipiano del Ta' Qali; questo complesso include anche campi di allenamenti, piscina e clinica fisioterapica e per questo viene usato, nei mesi invernali, dai club stranieri, grazie alle miti temperature dell'isola. A fianco allo stadio nazionale, dal 1999 è attivo anche il Centenary Stadium, di minore capienza ed utilizzato per ospitare alcune partite di campionato e di coppa nazionale.